# Доланлар
Доланлар (азерб. Dolanlar), ранее — Аргюнаш (азерб. Ərgünəş или азерб. Argünəş) — село в Ходжавендском районе Азербайджана. Село является центром Доланларского сельского административно-территориального округа.

## География
Село Доланлар входит в состав Доланларского сельского административно-территориального округа Ходжавендского района, при этом село Доланлар является центром этого сельского административно-территориального округа. Село расположено на юго-западных склонах Карабахского хребта, в 78 км к юго-западу от районного центра — города Ходжавенд, в 66 км к юго-западу от посёлка Гадрут, в 9 км от правого берега реки Чахмагчай.

## Топонимика
Прежнее название села — Аргюнаш. Это название расположенной неподалёку горы. Согласно Энциклопедическому словарю топонимов Азербайджана, село было так названо по причине заселения семей, переселившихся после 1828 года из Южного Азербайджана, в местности Аргюнаш. Этнотопоним Доланлар происходит от названия монгольского племени долон, участвовавшего в завоевании региона в XIII веке. Название этого племени также распространено среди киргизов и узбеков.

## История
Село было основано после 1828 года, когда в местечке Аргюнаш близ одноимённой горы поселились семьи из Иранского Азербайджана.

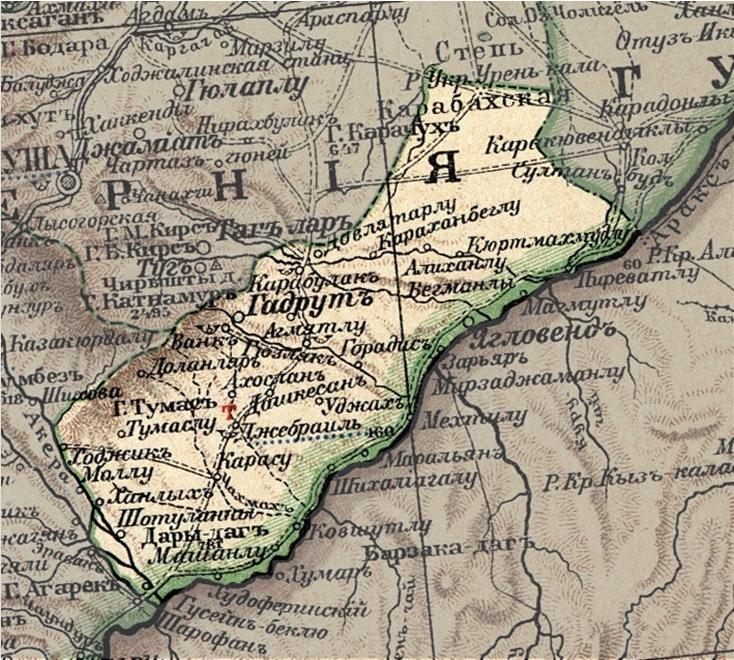
Село Доланляр на карте Джебраильского уезда 1903 года

В годы Российской империи село Аргюнаш (Доланлар) входило в состав Аргюнашского сельского округа Джебраильского уезда Елизаветпольской губернии.
В советский период село являлось центром Доланларского сельсовета Гадрутского района Нагорно-Карабахской автономной области (НКАО) Азербайджанской ССР.
2 сентября 1991 года на совместной сессии Нагорно-Карабахского областного и Шаумяновского районного Советов народных депутатов была принята Декларация о провозглашении Нагорно-Карабахской Республики в границах Нагорно-Карабахской автономной области (НКАО) и сопредельного Шаумяновского района Азербайджанской ССР.
26 ноября 1991 года Верховный Совет Азербайджанский Республики принял Закон "Об упразднении Нагорно-Карабахской автономной области Азербайджанской Республики". В этом Законе было постановлено помимо упразднения Нагорно-Карабахской Автономной Области (НКАО), в том числе также и переименование Мартунинского района в Ходжаведский, упразднение Гадрутского района и присоединение территории Гадрутского района в состав Ходжавендского района. В настоящее время село Доланлар является центром Доланларского сельского административно-территориального округа Ходжавендского района Азербайджана.
В результате Карабахского конфликта село в октябре 1992 года попало под контроль непризнанной Нагорно-Карабахской Республики (НКР). Согласно административно-территориальному делению непризнанной республики село назвалось Аревшат или Аревашат (арм. Արևշատ) и входило в состав Гадрутского района НКР.
23 октября 2020 года во время Второй Карабахской войны Президент Азербайджана Ильхам Алиев объявил, что Вооружённые Силы Азербайджана восстановили контроль над селом Доланлар.

## Население
По данным «Свода статистических данных о населении Закавказского края, извлеченных из посемейных списков 1886 года» в селе Аргюнаш (Доланлар) Аргюнашского сельского округа Джебраильского уезда было 65 дымов и проживало 457 армян, один из которых был беком, 12 — представителями духовенства, остальные — крестьянами.
По данным «Кавказского календаря» на 1912 год в селе Доланлар Карягинского уезда проживало 992 человека, в основном армян.
По состоянию на 1 января 1933 года в селе проживало 584 человека (133 хозяйств), все  — армяне.
На 1977 год в селе проживало 376 человек.

## Памятники культуры

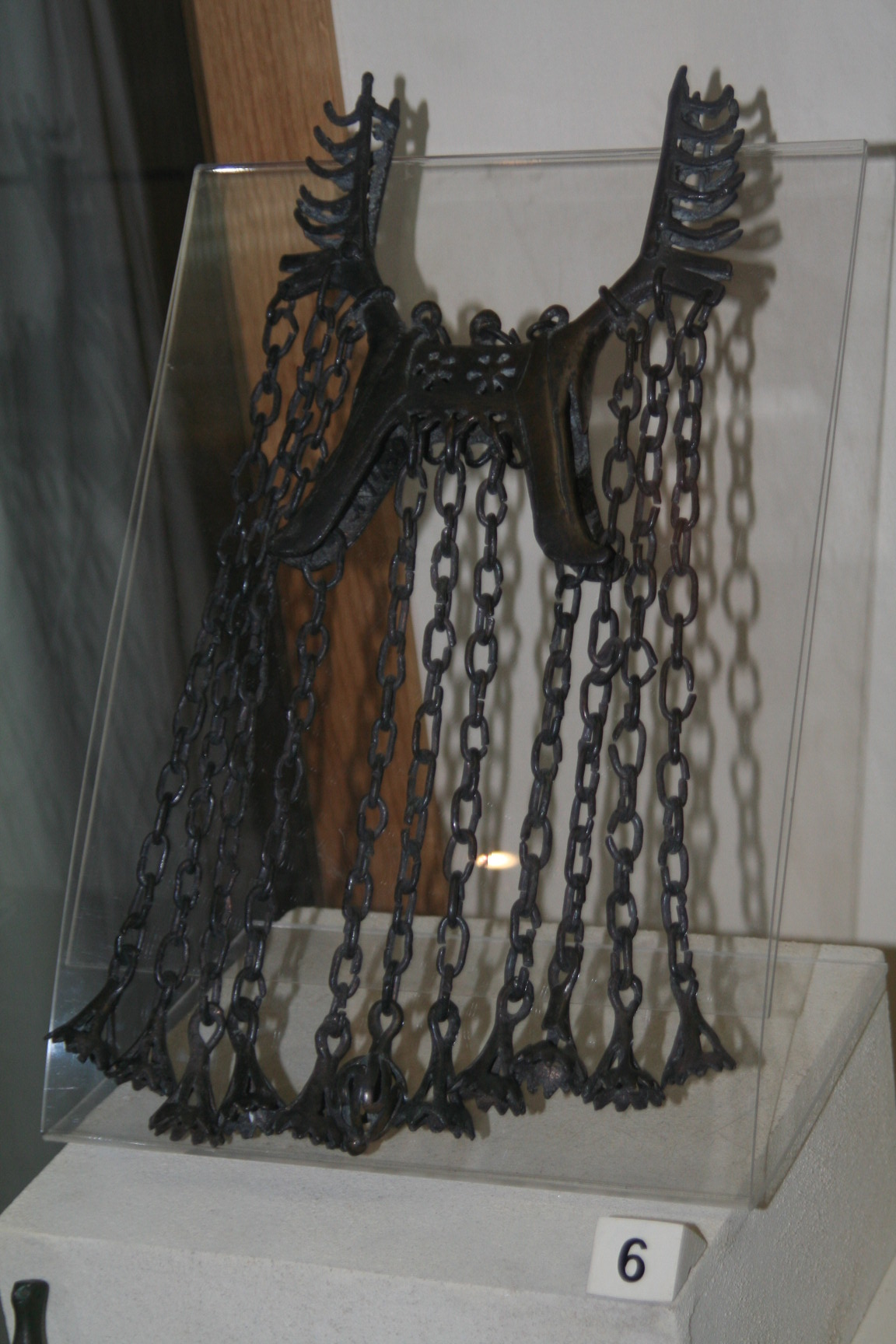
Бронзовая фигурка оленя из села Доланлар. Поздняя бронза—раннее железо. Музей истории Азербайджана (Баку)

На территории села на плато Агдюзю расположено древнее кладбище IX—IV вв. до н. э., охватывающее площадь примерно в 5,5 га. Во время земляных работ здесь были обнаружены бронзовые украшения (множество подвесок, браслеты, решетчатые украшения для груди, бусы, головные украшения, кулоны в виде колокольчиков и пр.), ножи, бронзовая чаша, железные наконечники стрел. Также на территории села расположен храм XII—XIV вв. В советский период в селе был поставлен памятник в честь погибших соотечественников в Великой Отечественной войне.

## Экономика

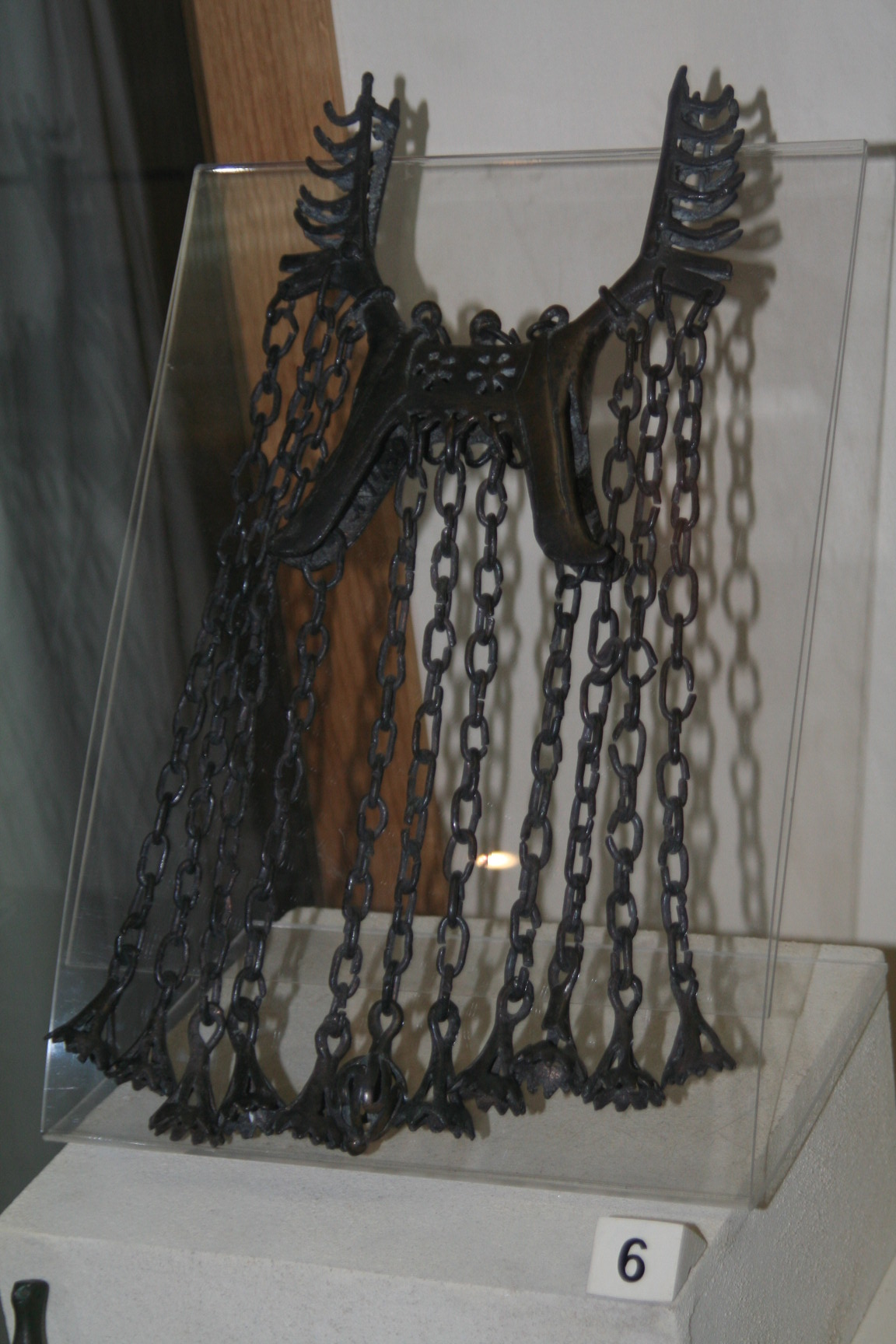
Бронзовая фигурка оленя из села Доланлар. Поздняя бронза—раннее железо. Музей истории Азербайджана (Баку)

В советский период население села занималось животноводством и зерноводством, в селе были расположены средняя школа, клуб, библиотека, киноустановка и медицинский пункт. 